# 큰군함조
큰군함조(Great Frigatebird, 학명 : Fregata minor)는 가다랭이잡이목, 군함조과로 분류된 조류의 한 종류이다. 전 세계 열대, 아열대에 널리 분포하는 군함조의 한 종류이다.

## 행태

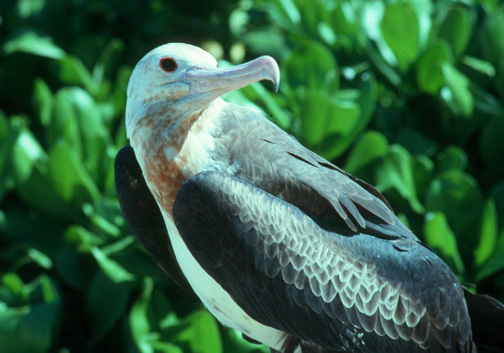
어린 큰군함조

다 자란 것은 길이 100 cm, 날개를 편 길이가 230cm에 달하는 큰 바닷새이며, 체중은 1.2 kg 정도로 비교적 가볍다. 부리가 길고 끝이 갈고리처럼 아래로 구부러져 있다. 날개는 길고 넓으며, 끝이 뾰족하다. 새의 깃과 꽁지는 두 부분으로 나누어 이것도 길게 뻗어있다. 다자란 수컷은 온몸에 광택이 있고 검정 색으로 목이 빨간 색이며, 목주머니가 특징적인 체색을 하고 있다. 다자란 암컷은 목구멍에서 가슴에 걸쳐 흰색으로 암수의 구별은 쉽다. 어린 새는 머리에서 목, 가슴이 흰색이나 담갈색을 띠며, 배도 흰색이다.

## 분포
전 세계 열대·아열대 지역에 널리 분포하고 7개의 변종으로 나뉜다. 주요 분포 지역은 태평양과 인도양으로 대서양의 분포 지역은 브라질 연안에 한정된다. 군함조과 다섯 종류 중에서 아마 가장 개체수가 많은 것으로 추정되고 있다. 일본에서는 혼슈, 태평양 연안, 이즈 제도, 오가사와라 제도, 남서 제도 등으로 미조로 도래하지만, 특히 남서 제도의 기록이 많다.
대한민국에서는 2004년 8월 19일 태풍 메기의 영향으로 제주시 외도동 방파제에서 탈진한 상태로 어린 암컷 한마리가 국내에서 최초로 발견되었다. 이후 한라동물병원 치료 후 한국조류협회제주도지회에서 회복단계를 거쳐 방사하였다.

## 생태

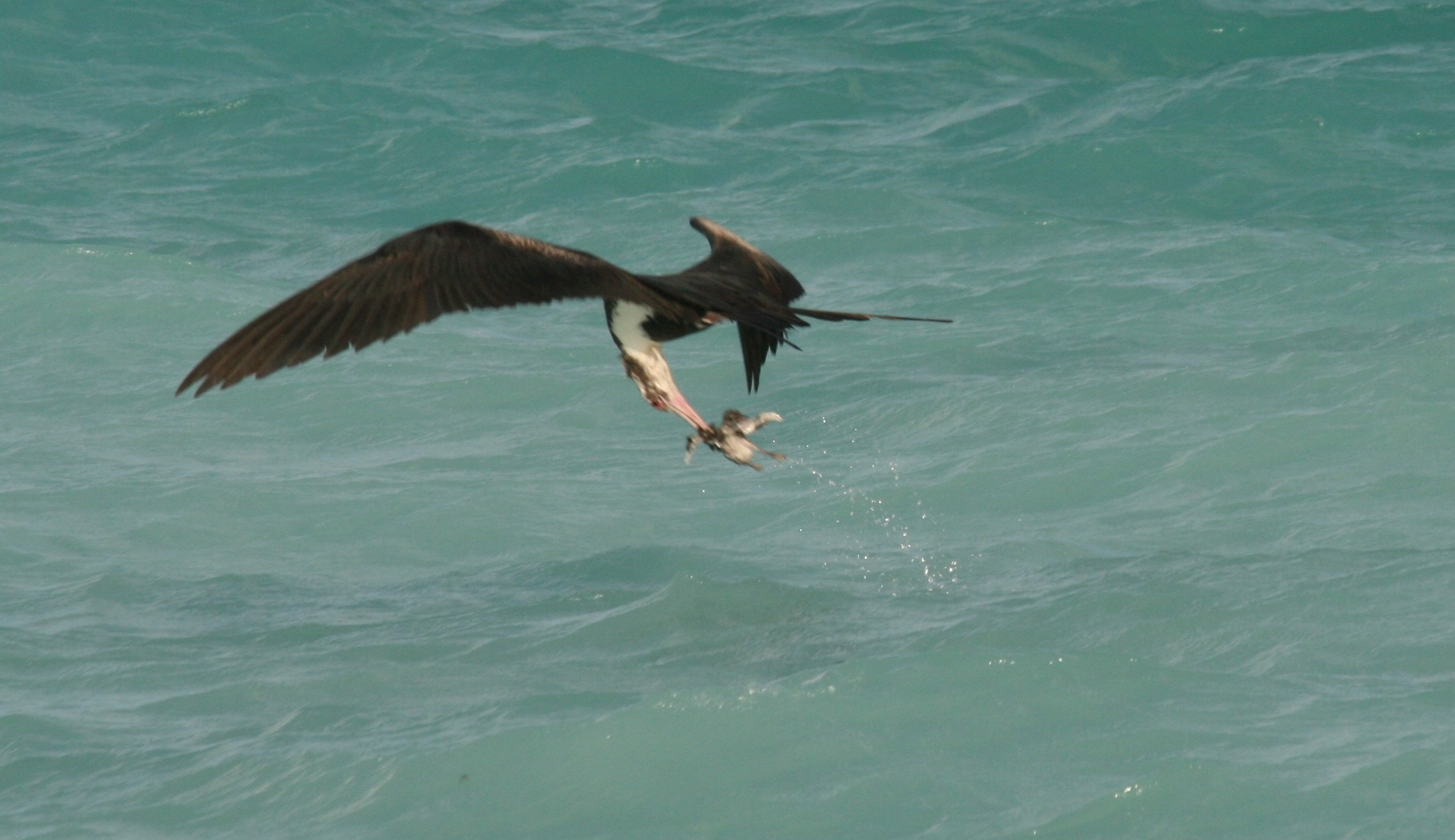
제비 갈매기 새끼를 낚아채는 덜 자란 큰군함조

대양에 흩어져있는 섬과 작은 바위를 휴식과 번식에 이용하지만, 대부분의 시간은 해상에서 날아다니며 생활하고, 육지에서 수백 km 떨어진 해상에 모습을 드러낸다. 나는 능력은 매우 높고, 신천옹류처럼, 많은 날개 짓을 하지 않고도 장거리를 날 수 있으며, 또한 고속의 비상과 선회도 해낸다. 한편, 바닷새임에도 불구하고 수영이나 잠수를 못하고, 수면에 뜨는 경우도 거의 없다. 가마우지류와 마찬가지로 깃털에 기름 성분이 적고 방수성이 없다.
먹이를 잡을 때 수면을 아슬아슬하게 날아 어류와 오징어 등 작은 동물을 긴 부리로 몰고 다닌다. 해안이나 바닷새의 번식에도 나타나 바다거북의 새끼와 다른 새의 알, 어린 새 등을 붙잡아 포식한다. 다른 슴새류와 브라운 부비류 등을 습격하여 먹이를 토해 내게 하여 빼앗는 행동도 알려져 있어 이러한 습성은 도둑 갈매기 류에도 공통적이다.

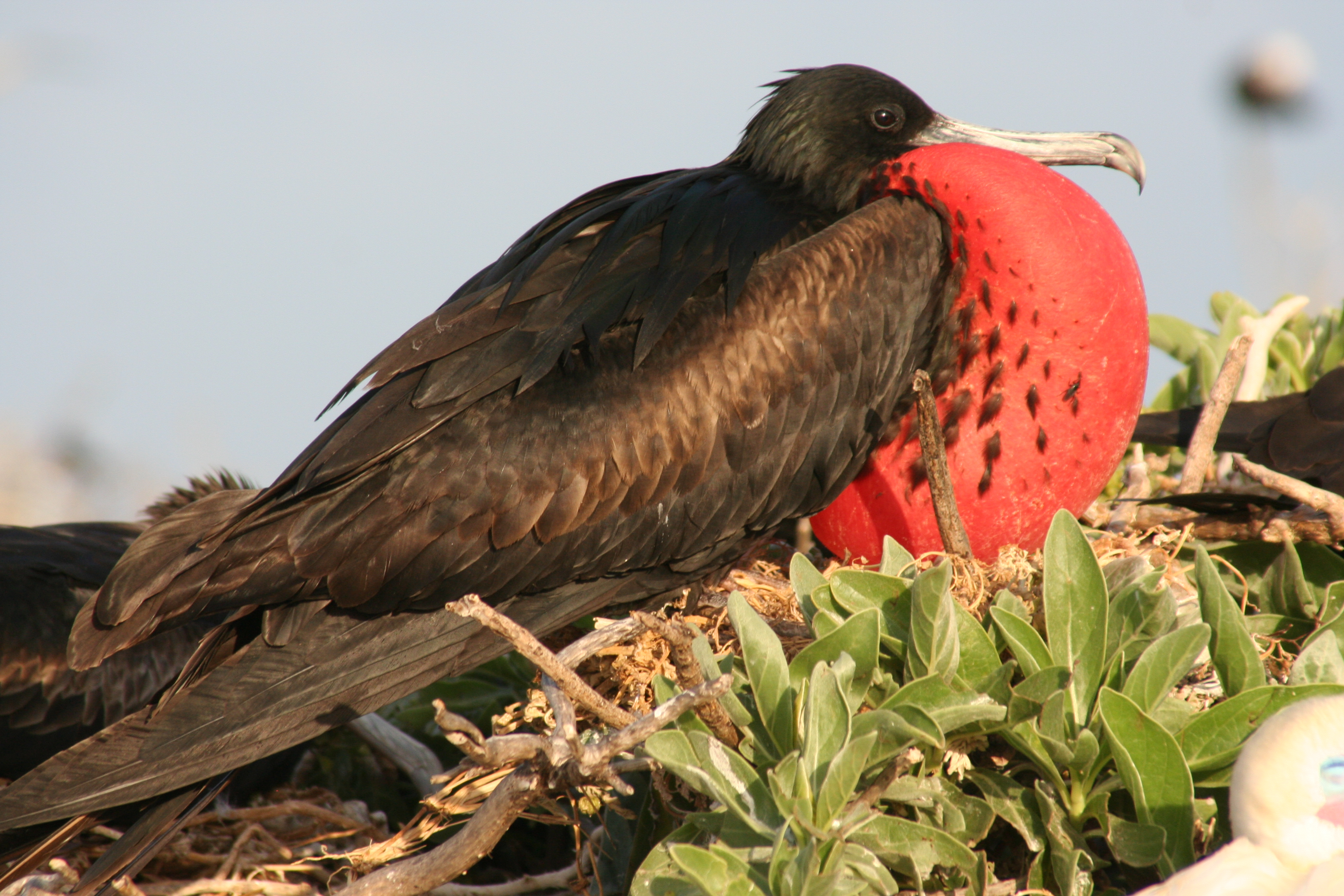
목주머니를 부풀려 구애를 하는 수컷 큰군함조

번식 시 섬의 관목이나 지역에 콜로니(집단 번식지)를 만들고 다른 군함조류와 섞여 번식하기도 한다. 콜로니에 내려선 수컷은 빨간 목주머니를 풍선처럼 부풀려 구애 행동을 한다.
나무에 잔가지 모아 둥지를 만들고 1개만 산란한다. 알을 품는 기간은 45-55일, 어린 새끼가 자립할 때까지 약 반년, 새끼가 어미 새를 떠날 때까지 또한 약 반년이 걸린다. 바닷새 중에서도 사육 기간이 긴 부류로 어미 새는 보통 2년에 1번씩 밖에 번식하지 않는다. 또한 둥지 재료의 쟁탈전으로 많은 알과 새끼가 싸움에 휩쓸려 죽을 수도 있다.

## 갤러리

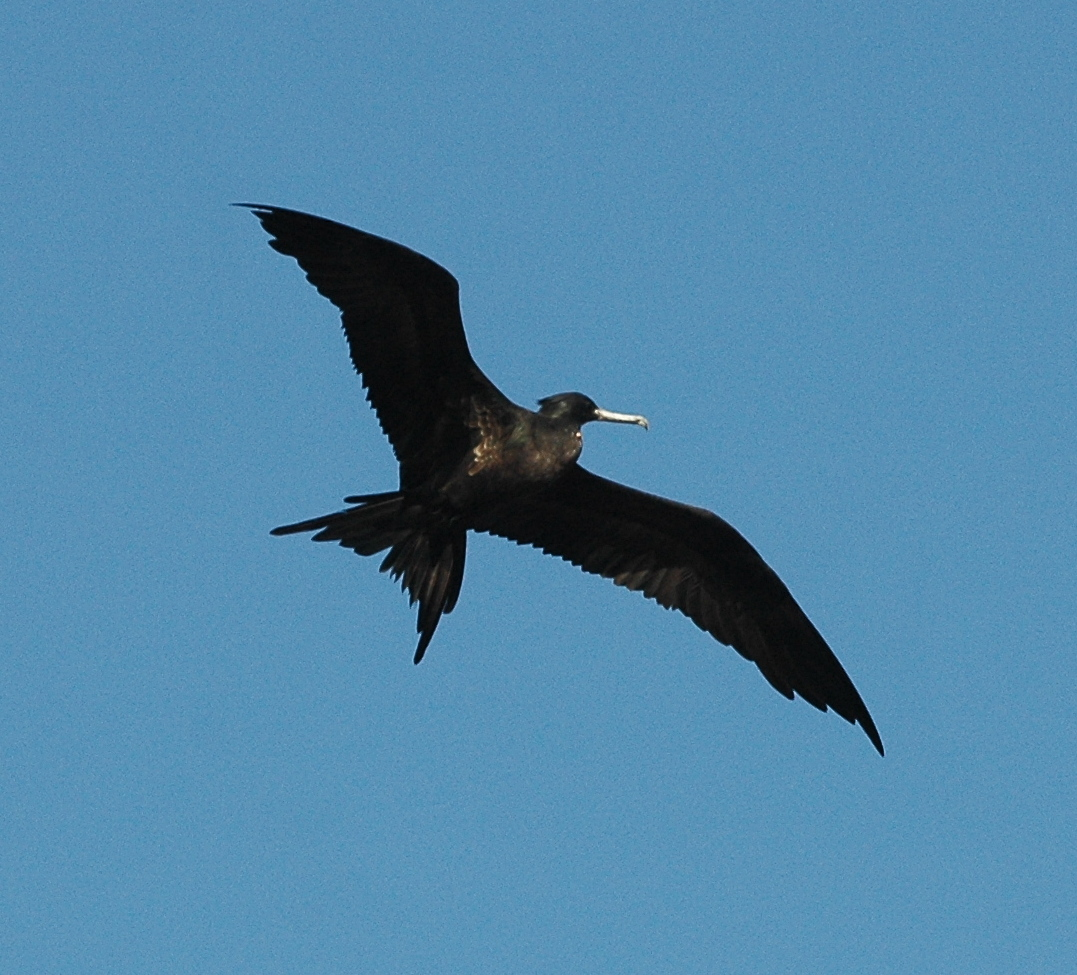
수컷 큰 군함조, 레이디 엘리엇 섬
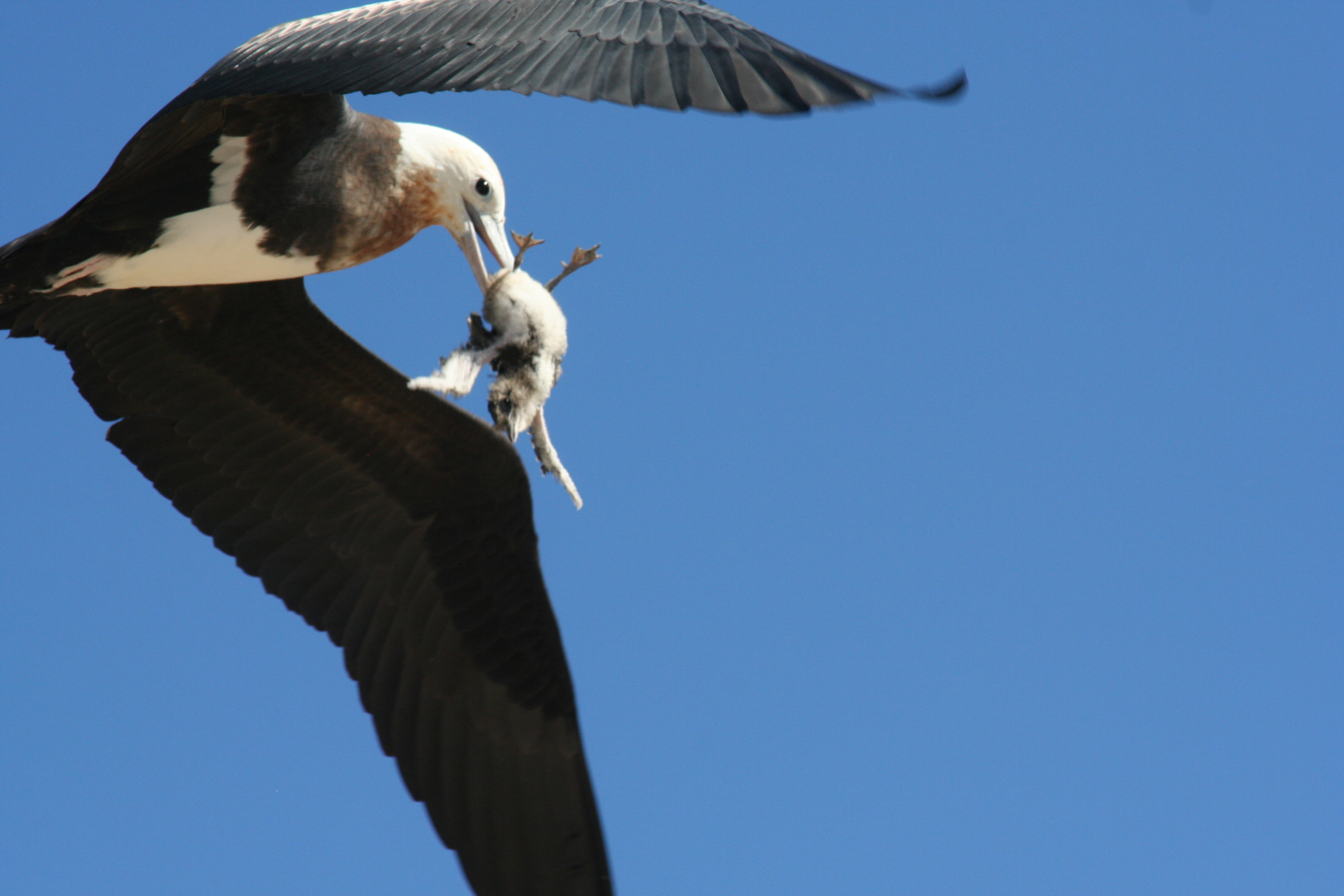
다른 새 새끼를 약탈하는 암컷 큰군함조
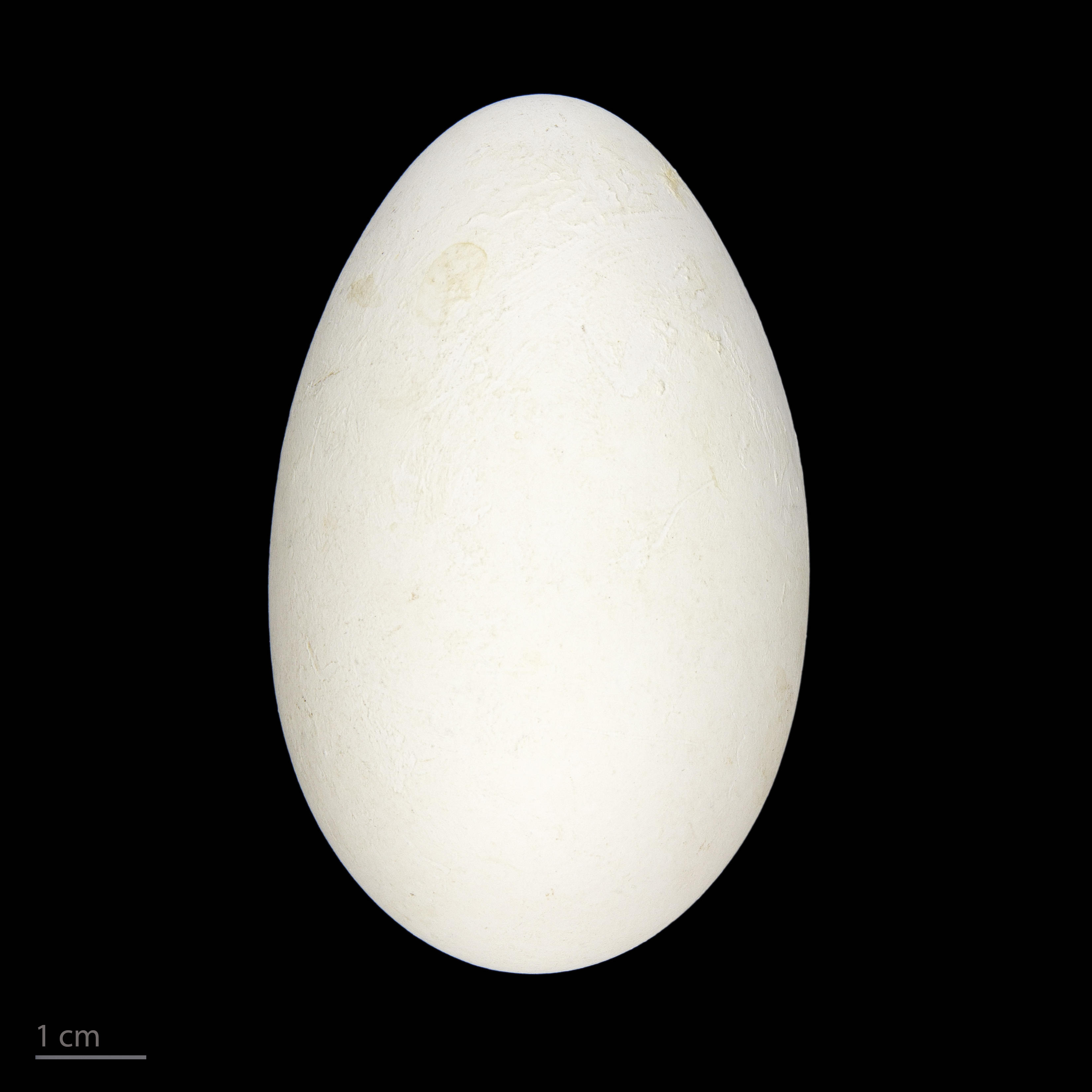
Museum specimen - New Caledonia

## 같이 보기
- 군함조